# 长溪县
长溪县，中国古县名，其行政中心在今霞浦县县城，是宁德历史中的行政区划之一。长溪县的前身是建立于西晋太康三年（282年）的温麻县，长溪县在建立之初的疆域大致为今宁德市蕉城区、福安市、福鼎市、霞浦县、周宁县、寿宁县和柘荣县，以及南平市政和县一带的地区。

## 历史
长溪县前身温麻县的县制建立于西晋太康三年（282年），至隋开皇九年（589年）隋灭陈后，温麻县并入原丰县。唐朝武德六年（624年）复置，由于原来的温麻县的行政中心是为造船而设置的，复置后，温麻治所迁移至今连江地区并改名为连江县，原来的行政中心改设宁远镇:2-6。武周长安二年（702年），连江县白鹤岭（在今宁德市蕉城区南漈山）以北的地区析出重新设置温麻县，县行政中心在今霞浦县城西郊。天宝元年（742年），温麻县改称长溪县，县治迁往城坊（今霞浦县政府所在地松城街道）。
開成年间，长溪县南部宁川乡、古田县东部地区析出，设立感德场，仍属于长溪县。乾符五年（878年），黄巢起义军借道长溪一度攻入福建，后福建地区由福建观察使、威武军节度使等藩镇把持。五代十国时期，闽国统治福建，长溪县、古田县、感德场均归闽国管辖。龙启元年（933年）将感德场地区由“宁川”“感德场”各取一字升格为宁德县，其辖境大致包括今蕉城区、周宁县和政和县等地。945年，闽国为南唐所灭，但闽东地区均被吴越国占领，太平兴国三年（978年），吴越并入北宋，闽东地区隶属于两浙西南路，雍熙二年（985年）改为福建路。南宋淳祐五年（1245年），自长溪县析永乐乡、灵霍乡置福安县。元朝建立后，于1286年将长溪县升为福宁州。

## 政治
长溪县由县令管辖，五代及以前的地方官员已不可考，五代有史记载的官员仅巡检许光大一人。宋朝时期长溪县县令名单如下表:275-276：
| 姓名     | 籍贯     | 科举身份 | 备注                                         |
| -------- | -------- | -------- | -------------------------------------------- |
| 方廷范   |          |          |                                              |
| 陈洙     |          | 进士     |                                              |
| 杜枢     |          |          | 庆历年间任职                                 |
| 周尹     |          |          |                                              |
| 李廷龙   |          |          | 嘉祐年间任职                                 |
| 欧阳大卿 |          |          |                                              |
| 蒋璇     |          |          | 政和年间任职                                 |
| 熊浚明   |          |          | 绍圣年间任职                                 |
| 马康侯   |          |          | 元祐年间任职                                 |
| 叶安节   |          |          | 大观年间任职                                 |
| 刘既济   |          |          | 淳熙年间任职                                 |
| 潘中     |          | 进士     | 元丰三年（1080年）于盐田与叶侬部队交战中阵亡 |
| 黄龟朋   | 福建邵武 |          |                                              |
| 方之泰   | 福建莆田 |          | 嘉泰年间任职                                 |
| 姚迥     |          |          |                                              |
| 刘显     |          |          | 开禧年间任职                                 |
| 宋俨     |          | 进士     |                                              |
| 刘镇     | 两浙乐清 |          | 嘉定年间任职                                 |
| 杨士豁   |          |          |                                              |
| 蔡硕     |          |          |                                              |
| 江润祖   |          |          |                                              |
| 杨志     | 福建龙溪 | 进士     |                                              |
| 范夔     |          |          |                                              |
| 孙宥     |          |          |                                              |
| 袁正规   |          |          | 端平年间任职                                 |
| 鲍逊     | 两浙平阳 |          | 淳祐年间任职                                 |
| 毛诚之   |          |          |                                              |
| 黄格     | 福建南剑 |          | 《霞浦县志·职官志》中作黄恪                  |
| 许铸     |          |          | 其时福安县自长溪县境内析置                   |
| 李泽民   |          |          |                                              |
| 趙時樌   |          |          | 咸淳年间任职                                 |
| 李季可   |          |          | 德祐年间任职                                 |
| 李雄     |          |          | 开庆年间任职                                 |
| 刘渊     |          |          | 咸淳年间任职                                 |

## 争议

### 建制时间
长溪县的建制时期存在争议。一说为武德六年（624年）或长安二年（702年），唐在温麻县原址设置长溪县，属泉州管辖。而另一说法认为，唐于武德六年复置温麻县，一度并入连江县后于长安二年重新设置，并于天宝元年（742年）改置为长溪县:7。

### 命名由来
一说认为县名源于流经今宁德、福安的交溪，是为闽东第一大溪流。近年，宁德学者林春贵等人考证后认为，长溪县的命名来源是发源于霞浦县南金山的长溪。

## 延伸阅读
- 宁德历史
- 闽国州县列表